# Pieris bryoniae
Pieris bryoniae is een dagvlinder uit de familie Pieridae (witjes).
Hij lijkt sterk op het klein geaderd witje, al is het vrouwtje vaak donkerder bestoven. De spanwijdte is 40 tot 44 mm. De habitat bestaat uit bloemrijk grasland, oevers en bosranden. Hij vliegt op een hoogte van 800 tot 2700 meter. De vlinder gebruikt Biscutella laevigata, Thlaspi en veldkers (Cardamine) als waardplanten.

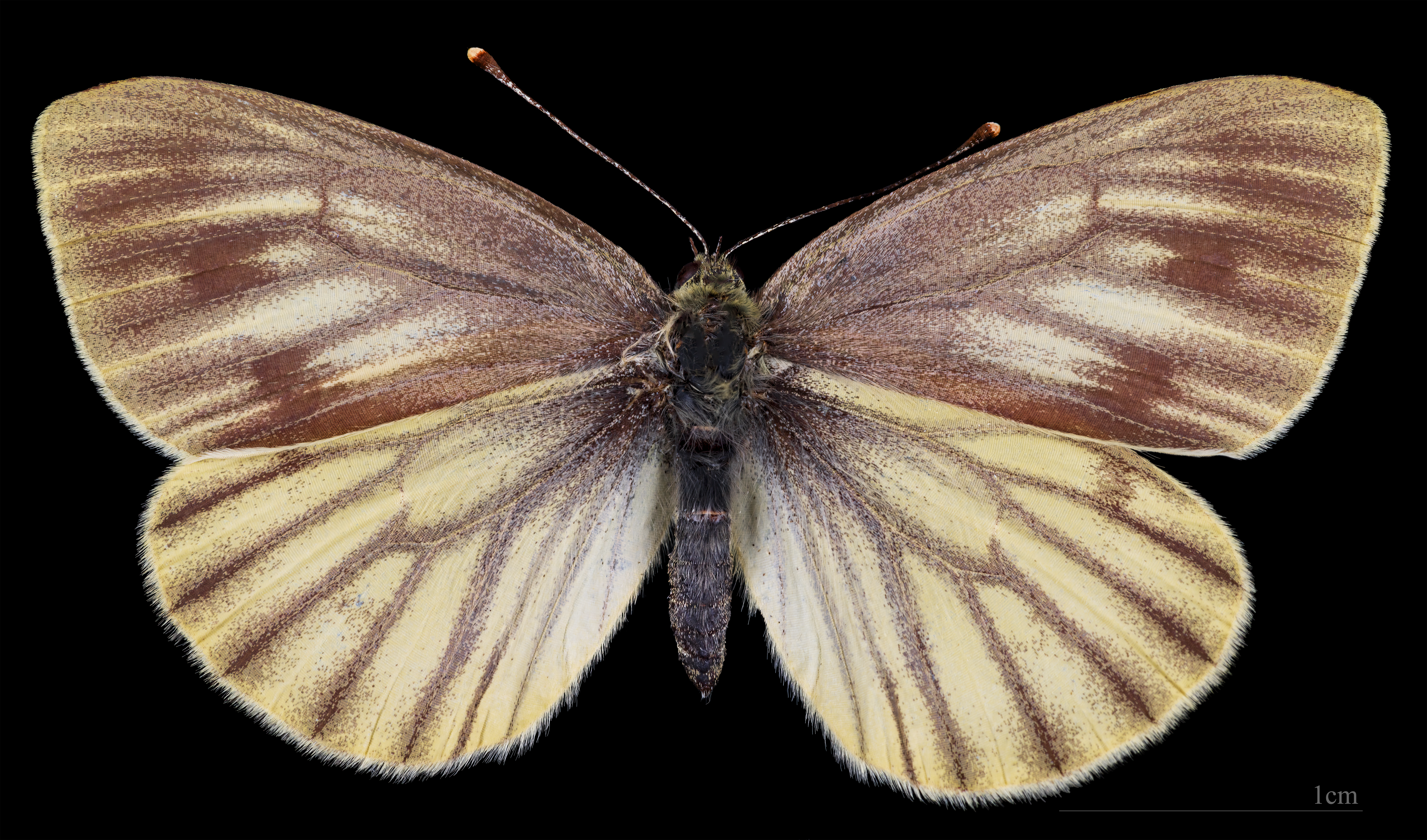
♀
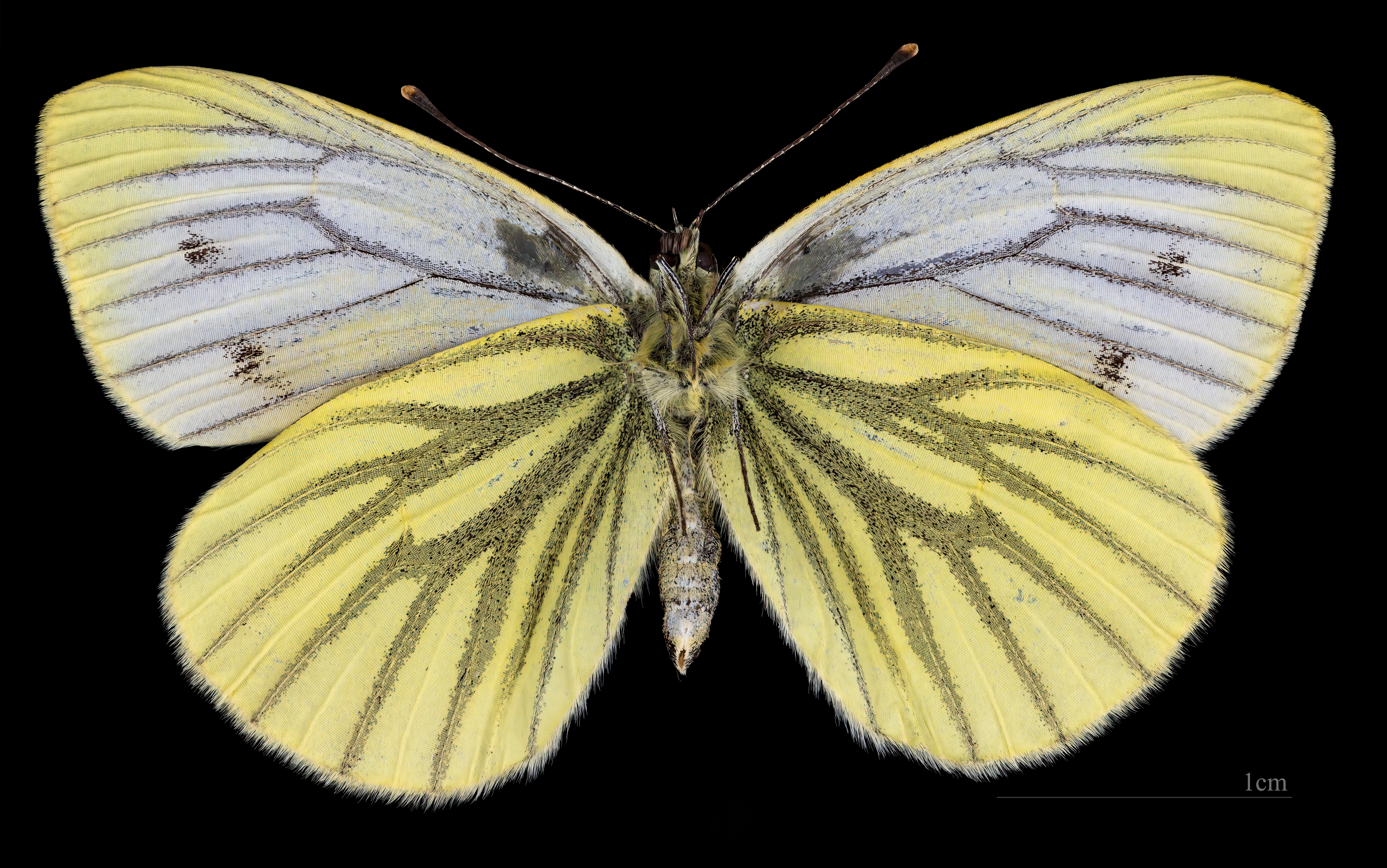
♀ △

De soort komt voor in de Alpen, de Jura, de Karpaten en de Tatra. Mogelijk zijn er ook Aziatische populaties, maar daarover bestaat nog geen zekerheid.
De soort is relatief jong, ontstaan waarschijnlijk in het Würm Glaciaal uit geïsoleerd geraakte populaties van het klein geaderd witje. Pieris bryoniae en Pieris napi laten zich kruisen en er is vaak bediscussieerd of Pieris bryoniae dan ook niet als ondersoort van het klein geaderd witje moet worden gezien.
De vliegtijd is van juni tot in september in één of twee jaarlijkse generaties. De pop overwintert.